# Caisse d'escompte
Ne doit pas être confondu avec Caisse d'escompte du commerce.
La Caisse d'escompte est un organisme financier français, apparu une première fois en 1767 sous Louis XV, dissout deux ans plus tard, réinstitué par Louis XVI en 1776 pour être définitivement dissout le 24 août 1793 sur ordre de la Convention nationale. Elle est considérée comme l'ancêtre de la Banque de France. Elle n'eut jamais ce statut ni le pouvoir d'émettre de la monnaie papier ayant cours légal.

## Histoire

### Une première caisse

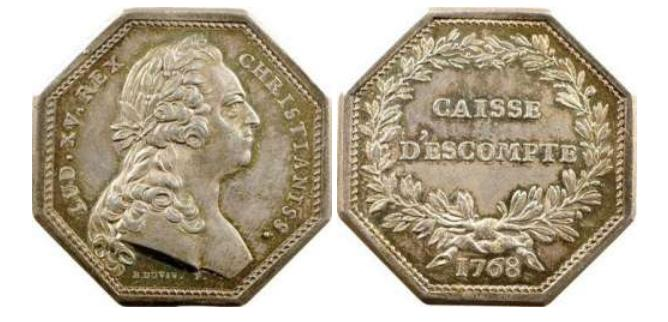
Jeton de présence de la première Caisse d'escompte, gravé par Duvivier (1768).

La Caisse d'escompte est la résurgence d'une première Caisse, qui avait été lancée en avril 1767 et placée sous la direction de Jean-Joseph de Laborde, alors banquier du roi, et qui fut liquidée en 1769. La fondation de cette première Caisse fait suite principalement aux difficultés de trésorerie et de fonds de roulement de la Compagnie française des Indes orientales lourdement frappée après la fin de la Guerre de Sept Ans. Elle était administrée par Bertrand Dufresne. L'un de ses actionnaires principaux est le banquier Magon, qui va récupérer l'immeuble du siège social de la Caisse, l'hôtel de Ségur.
La famine au Bengale de 1770 affaiblit à son tour la Compagnie britannique des Indes orientales, le tout déclenche une grave crise financière en 1772, et provoque une série de faillites en cascade partout en Europe. C'est dans ce climat que va s'imposer la création d'une nouvelle caisse.

### Refondation de la Caisse d'escompte (1776)

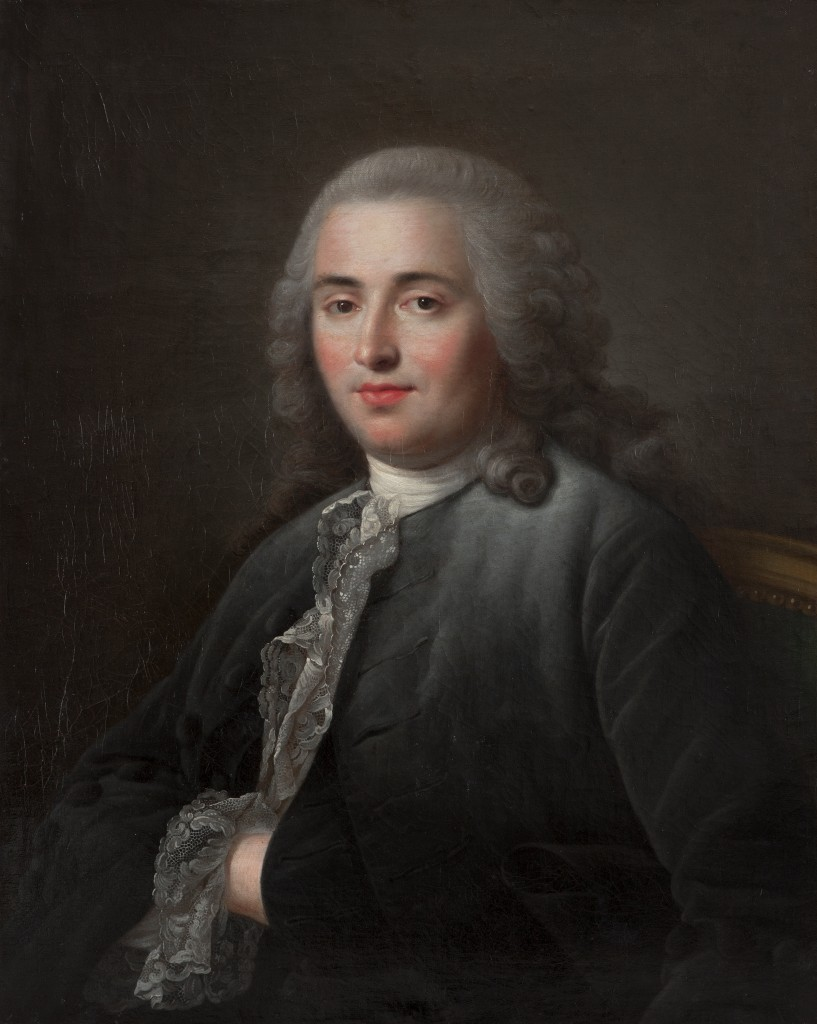
Portrait de Turgot, administrateur des finances sous Louis XVI.

Créée par arrêts du Conseil le 24 mars et 22 septembre 1776, avec l'appui de l'administrateur des finances Turgot, par le banquier anglo-suisse Isaac Panchaud, théoricien de l’amortissement et admirateur de la révolution financière britannique, conseillé par le négociant écossais Thomas Sutton de Clonard : cette caisse s'inspire en grande partie de la Banque d'Angleterre et la Banque d'Écosse.
La nouvelle Caisse d'escompte a pour mission d'escompter les lettres de change et autres effets de commerce afin de faire baisser le taux d'intérêt du crédit commercial et de fluidifier les échanges. Elle réussit aussi cette mission par le biais d'une baisse du taux d'intérêt (plafonnés à 4 %) des emprunts publics, qu'elle s'est mise progressivement à racheter sur le marché, au prix d'un endettement conséquent. 
Le capital de départ annoncé est de 15 millions de livres divisé en 5 000 actions de 3 000 livres, ce qui place le montant de la souscription à un seuil relativement élevé. Le remboursement est étalé sur 15 années. Panchaud assure la direction les premières années et rencontre de vives difficultés pour réunir le capital qui est abaissé à 12 millions en mars 1779. Le dividende versé se monte à 1 %, ce qui n'est pas jugé suffisant par le marché. L'ensemble des banques de la place de Paris va alors aider la Caisse en souscrivant le solde du capital resté en suspens.
Les premiers billets sont émis en janvier 1777. En avril 1778, huit nouveaux administrateurs sont élus : Le Coulteulx du Moley, Tourton, Théodore Rilliet, Pierre Cottin, Jean Girardot de Marigny, Jean-Baptiste Vandenyver, Pache de Montguyon et Jean-Louis Julien.
Sa devise est « sureté dans la confiance ». Elle dispose d'un siège social, voisin du 6 rue Vivienne, à l'angle de la rue Colbert en des bâtiments autrefois propriété de John Law, et de plusieurs branches, comptoirs ouverts dans certaines grandes villes du royaume.

### La crise de 1783
Une hausse des bénéfices est constatée jusqu'en 1782, bien que les statuts de la Caisse ne prévoyaient nullement de réserve métallique conséquente : en cas de ruée aux comptoirs, le risque de banqueroute était donc réel, ce qui faillit arriver au premier trimestre 1783 quand une prise de bénéfice entraîna une chute dramatique du niveau d'encaisse, à savoir 138 000 livres pour plus de 42 millions de titres en circulation. Le plus gros débiteur était le Trésor qui devait 6 millions. La crise de 1783 est en grande partie due à la révolution américaine qui se concluait par le traité de Paris ; d'où la peur des créanciers de ne pouvoir récupérer leurs avoirs auprès d'un jeune gouvernement dont la solvabilité était encore douteuse.
De 1781 à 1783, et en 1791, l'administrateur principal en fut le banquier Étienne Delessert. L'un des grands promoteur du rôle de la Caisse à un niveau national fut Jacques Necker, qui dès 1783, tente de persuader Louis XVI d'en transformer les statuts sur le modèle de la Banque d'Angleterre.
Les actions de la Caisse d’escompte, cotées en Bourse, chutèrent en novembre 1783 de 5 000 à 3 000 livres, laissant supposer que la banqueroute était imminente. Le problème était seulement le manque d’espèces (le « numéraire »), qui empêchait la banque d’échanger ses propres effets de commerce contre des espèces par le biais de l'escompte. Les autorités financières, le Trésor en tête, réglèrent la crise en retirant de la circulation de nombreux billets et obtinrent du gouvernement l’autorisation de recapitaliser la Caisse via un emprunt de loterie qui eut un grand succès, et permis de faire remonter son capital à 15 millions, provoquant un rebond de l'action. À la suite de cette crise, Panchaud et le jeune Talleyrand proposèrent un nouveau plan de financement aux actionnaires et le cours remonta.
Le 27 janvier 1784, l'assemblée générale porte le bureau directorial à 13 administrateurs et impose à la Caisse un minimum de 25 % de réserves d'espèces dans ces coffres.

## Évolution du cours et crise de 1788

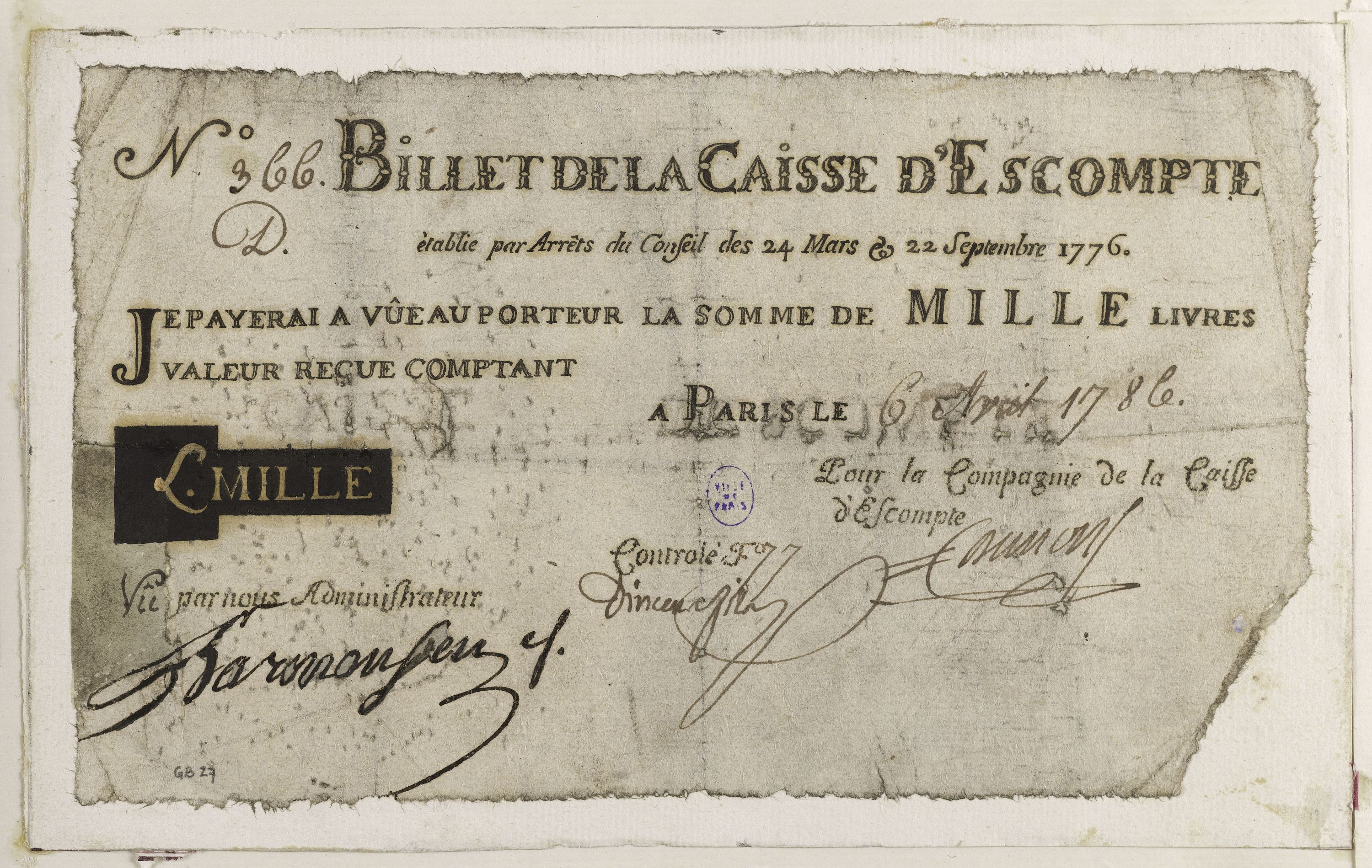
Billet au porteur à échanger contre 1000 livres, émis le 6 avril 1786.

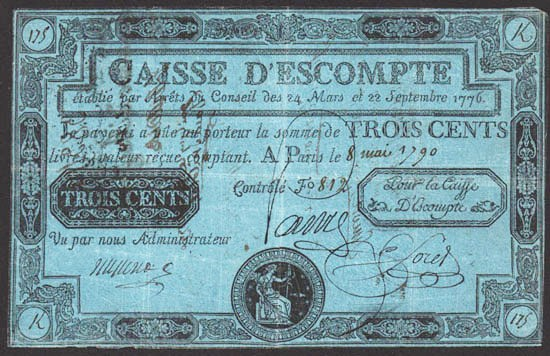
Action au porteur de 300 livres émise par la Caisse d'escompte le 8 mai 1790 avec mention de « promesse d'assignat ».

Lorsqu'en 1787 Calonne devint contrôleur général aux Finances, il voulut élargir le capital de la Caisse à de plus nombreux souscripteurs, afin de produire plus de liquidités pour le Trésor. Ce furent 100 millions annoncés répartis ainsi : 30 % dans les coffres de la Caisse et 70 % au Trésor. En juin, le titre cotait 12 440 livres, soit plus de 4 fois le pair. Durant l'été, se produisit une ruée vers les comptoirs, on échangea pour 33 millions de titres : mauvaises récoltes annoncées, rumeurs diverses autour de Calonne, firent que les coffres de la Caisse se vidèrent.
Dès le mois d'avril 1788 — en fait dès 1785, au moment de la réforme monétaire de Calonne et sous la plume notamment de Mirabeau, adversaire acharné de la Caisse —, l'idée de transformer les effets de la Caisse en papier ayant effectivement force de monnaie avait fait son chemin tandis que le roi et son conseil envisageaient en juin puis formellement le 8 août la convocation des États généraux pour l'année suivante (5 mai 1789). Une nouvelle crise éclate, cette fois durant l'été : un arrêt du conseil du roi est signé le 17 août déclarant le cours forcé des effets de caisse. Les conséquences seront désastreuses : d'abord parce qu'avec cette décision arbitraire, l’État reconnait ne pas avoir assez de numéraire pour couvrir les effets (on parlait alors de 70 millions nécessaires) en suspendant leur paiement à vue ; ensuite que cet arrêt, suivi de deux autres, ne font qu'amplifier la méfiance des commerçants, artisans et autres intermédiaires, alimentant les mouvements de panique conséquents ; personne n'est donc prêt à accepter ces effets comme mode de règlements entre particuliers. Se profile alors la menace de banqueroute du Trésor. Le 25 août, le contrôleur général aux finances Loménie de Brienne démissionne.

## Vers la liquidation
Administrateur principal de la Caisse, Lavoisier adresse par la suite à l'Assemblée nationale formée le 17 juin 1789 un bilan financier positif — sur lequel on émet cependant des doutes —, en même temps qu'il plaide pour transformer celle-ci en institution nationale, projet bientôt soutenu par Mirabeau qui tente ainsi d'aller dans le sens de Jacques Necker, le nouveau Contrôleur général des finances. 
À partir de septembre 1788, Necker, qui a suspendu l'émission de bons du Trésor, réclame à la Caisse de plus en plus d'avances : celle-ci devient donc de facto la banque du roi, les administrateurs n'osant refuser les demandes des Finances, qui bientôt totalisent plus de 30 millions. Toutefois, au 1er janvier 1789, si le bilan de la Caisse laisse apparaître un numéraire évalué à 32 millions, ce qui est positif, on constate aussi une traite de 24 millions avec la Banque de Saint-Charles de Madrid, laquelle est fragilisée. Quand Necker fut rappelé en juillet 1789, il pouvait encore compter sur les subsides de la Caisse, ce qu'il fit jusqu'en novembre où il eut alors l'idée de la nationaliser.
En novembre 1789, en raison de la rareté du numéraire, la Municipalité de Paris établit un bureau où chacun pouvait demander l’échange des billets de la Caisse contre des écus. Au moment où l'idée de nationaliser les biens du clergé et la création de l'assignat émergent, Lavoisier se prononce également sur le rôle à donner à la Caisse d'escompte en matière d'émission monétaire et sur le choix entre papier-monnaie et « papier représentatif des espèces ». Le Comité des Finances, représenté par Pierre Samuel Dupont de Nemours, examine les comptes du Trésor Public et de la Caisse et accorde en janvier 1790 le remboursement par l’État d'un prêt consenti par celle-ci. Au cours de l'année 1790, le Trésor réduit considérablement les marges de manœuvre de la Caisse, en réduisant les effets d'escompte, créant un nouveau début de panique chez les commerçants, puis ces effets sont revêtus de la mention « Promesse d'assignat » afin que chaque porteur puisse échanger leurs bons de caisse, quand le système des assignats est enfin voté par la Constituante : du papier contre du papier donc. Du fait de la raréfaction des métaux précieux par thésaurisation, fruit du contexte révolutionnaire et par la suite militaire, ce profond désordre financier allait durer plus de sept ans et plonger la France dans une situation de famine monétaire, de course aux crédits et de tensions inflationnistes.
Annulant les arrêts d'août 1788, la loi du 15 mars 1791 ordonne l'échange des effets de la Caisse d'escompte contre des assignats, qui deviennent ainsi le seul papier monétaire.
La Caisse est liquidée par décret le 24 août 1793 après une série de procès, et les députés Cambon et Delaunay d'Angers sont nommés vérificateurs des comptes placés sous scellés.

## Procès et sanctions
Cette liquidation décrétée le 24 août s'accompagne de celle de la Compagnie des Indes orientales (qui prendra fin en 1795) et la dissolution de toute sociétés par action. Le même jour, Cambon instaure le Grand-Livre de la Dette publique avec l'idée de rallier les rentiers à la cause de la Révolution. 
En novembre 1793, Delaunay est entraîné dans une série d'erreurs, de compromis, tant du côté des actionnaires des différentes sociétés en cours de liquidation, que de celui d'autres députés. Il est arrêté pour corruption et guillotiné le 5 avril 1794.
Le liquidateur principal de la Caisse fut ensuite André-Daniel Laffon de Ladebat qui, de retour d'exil, ne put achever sa mission que sous l'Empire.

## Bilan
La Caisse d'escompte fut le point de départ des grandes spéculations boursières sous Louis XVI.
Cependant, la Caisse d'escompte permit de lancer indirectement une politique d'emprunts publics à l'époque où l'armée et l'industrie se modernisaient. Jacques Necker y fit nommer de grands banquiers français (dont l'armateur Jean-Baptiste Magon de La Balue) et utilisa son réseau de contacts européens, ainsi que celui d'Isaac Panchaud, pour placer les emprunts dans l'Europe entière et faire baisser leur taux d'intérêt. Lors de la guerre d'indépendance des États-Unis, la Caisse se mit à négocier les effets publics, notamment sur le marché international. 
Elle rendit de réels services au commerce et permit aussi de réaliser les emprunts du contrôleur général des finances de Louis XVI, Charles Alexandre de Calonne. Son statut ambigu d'entreprise privée, chargée du bien public mais indépendante, fut cependant critiqué au moment de la Révolution. Elle fut mise en liquidation par la Convention en 1793, un siècle exactement après la création de la Banque d'Angleterre.
Il existait dans les années 1780 une confusion quant au statut des actions de la Nouvelle Compagnie des Indes, la Compagnie des Eaux de Paris, la Banque de Saint-Charles de Madrid et la Caisse d’escompte. Aucun de ces organismes ne pouvaient en définitive être considérés comme des entreprises privées : leur existence dépendait dans une certaine mesure de l’État. Ainsi, la Compagnie des Indes bénéficiait d’un monopole sur l’importation de tissus étrangers, tandis que 90 % des actions de la Compagnie des Eaux étaient entre les mains du gouvernement.
La Caisse d'escompte ne doit pas être confondue avec la Caisse d'escompte du commerce, qui naîtra, elle, en 1797. La Caisse renaîtra en définitive de ses cendres sous le nom de Caisse des comptes courants en 1796, au moment de la vague de réorganisation et de libéralisation bancaire mise en place par le Directoire. De par son histoire, elle peut être considérée comme l'ancêtre de la Banque de France, de la direction du Trésor et de la Caisse des dépôts et consignations. Elle n'eut cependant jamais pouvoir d'émettre de la monnaie.